# 荣如
荣如（？—前607年），春秋时期中叶人物，長狄鄋瞒部落的首领，僑如、焚如的弟弟、简如的哥哥。
前616年（周顷王三年、鲁文公十一年），僑如率领部落进攻齐国、鲁国，被鲁国俘杀。荣如进攻齐国，齐国的王子成父将他俘虏，把他的首级埋在周首的北门下边。《左传·文公十一年》记载荣如之死是齐襄公二年（公元前696年），王子成父是齐襄公、齐桓公时期的将领。荣如在僑如的八十年之前被俘，显然有误。《史记》将此事记载为齐惠公二年（前607年）。